# Andor Festetics

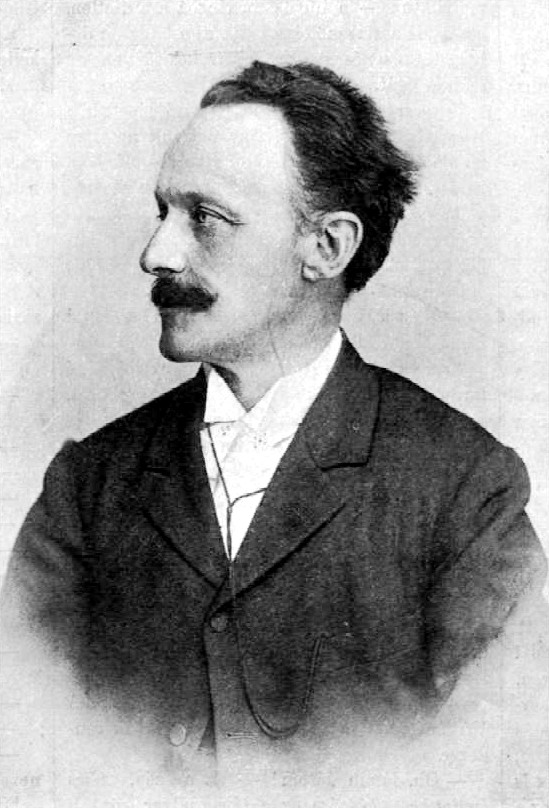
Graaf Andor Festetics

Andor Festetics de Tolna (Pest, 17 januari 1843 – Böhönye, 16 augustus 1930) was een Hongaars politicus, die van 1894 tot 1895 minister van Landbouw was in de regering-Wekerle I en de regering-Bánffy.
Festetics, telg uit het geslacht Festetics de Tolna, was advocaat van opleiding. Van 1892 tot 1896 van hij voor de Liberale Partij lid van het Huis van Afgevaardigden voor Felsőőr. Hij was getrouwd met Lenke Pejacsevich de Verőcze. Een van zijn twee zoons was Sándor Festetics, een later minister van Oorlog.